# Іліян Стоянов
Іліян Стоянов (болг. Илиан Стоянов, нар. 20 січня 1977, Кюстендил) — болгарський футболіст, що грав на позиції захисника.
Виступав, зокрема, за клуб «Левскі», а також національну збірну Болгарії.
Дворазовий чемпіон Болгарії. 

## Клубна кар'єра
У дорослому футболі дебютував 1995 року виступами за команду клубу ЦСКА (Софія), в якій провів один сезон, взявши участь лише у 3 матчах чемпіонату. 
Протягом 1996—2000 років захищав кольори команди клубу «Вельбажд».
Своєю грою за останню команду привернув увагу представників тренерського штабу клубу «Левскі», до складу якого приєднався 2000 року. Відіграв за команду з Софії наступні п'ять сезонів своєї ігрової кар'єри.
Згодом з 2005 по 2010 рік грав у складі команд клубів «ДЖЕФ Юнайтед» та «Санфречче Хіросіма».
Завершив професійну ігрову кар'єру у клубі «Фаджіано Окаяма», за команду якого виступав протягом 2011 року.

## Виступи за збірну
1998 року дебютував в офіційних матчах у складі національної збірної Болгарії. Протягом кар'єри у національній команді, яка тривала 13 років, провів 38 матчів.
У складі збірної був учасником чемпіонату Європи 2004 року у Португалії.

## Статистика

### Статистика клубних виступів
| Сезон             | Команда              | Дивізіон                         | Чемпіонат | Чемпіонат | Кубок            | Кубок            | Кубок Ліги | Кубок Ліги | Континентальні кубки | Континентальні кубки | Разом | Разом |
| Сезон             | Команда              | Дивізіон                         | Ігор      | Голів     | Ігор             | Голів            | Ігор       | Голів      | Ігор                 | Голів                | Ігор  | Голів |
| Болгарія          | Болгарія             | Болгарія                         | Чемпіонат | Чемпіонат | Кубок Болгарії   | Кубок Болгарії   | Кубок Ліги | Кубок Ліги | Європа               | Європа               | Разом | Разом |
| ----------------- | -------------------- | -------------------------------- | --------- | --------- | ---------------- | ---------------- | ---------- | ---------- | -------------------- | -------------------- | ----- | ----- |
| 1995–96           | ЦСКА (Софія)         | Професіональна футбольна група А | 3         | 0         |                  |                  | -          | -          |                      |                      |       |       |
| 1996–97           | «Вельбажд»           | Професіональна футбольна група А | 17        | 0         |                  |                  | -          | -          |                      |                      |       |       |
| 1997–98           | «Вельбажд»           | Професіональна футбольна група А | 27        | 1         |                  |                  | -          | -          |                      |                      |       |       |
| 1998–99           | «Вельбажд»           | Професіональна футбольна група А | 22        | 1         |                  |                  | -          | -          |                      |                      |       |       |
| 1999-00           | «Вельбажд»           | Професіональна футбольна група А | 22        | 1         |                  |                  | -          | -          |                      |                      |       |       |
| 2000–01           | «Левскі»             | Професіональна футбольна група А | 20        | 1         | 5                | 0                | -          | -          | 4                    | 0                    | 29    | 1     |
| 2001–02           | «Левскі»             | Професіональна футбольна група А | 25        | 0         | 5                | 0                | -          | -          | 7                    | 0                    | 37    | 0     |
| 2002–03           | «Левскі»             | Професіональна футбольна група А | 19        | 1         | 8                | 0                | -          | -          | 7                    | 0                    | 34    | 1     |
| 2003–04           | «Левскі»             | Професіональна футбольна група А | 18        | 0         | 0                | 0                | -          | -          | 7                    | 0                    | 25    | 0     |
| 2004–05           | «Левскі»             | Професіональна футбольна група А | 8         | 0         | 1                | 0                | -          | -          | 3                    | 0                    | 12    | 0     |
| Японія            | Японія               | Японія                           | Чемпіонат | Чемпіонат | Кубок Імператора | Кубок Імператора | Кубок Ліги | Кубок Ліги | Азія                 | Азія                 | Разом | Разом |
| 2005              | «ДЖЕФ Юнайтед»       | Джей-ліга                        | 30        | 1         | 2                | 0                | 8          | 0          | -                    | -                    | 40    | 1     |
| 2006              | «ДЖЕФ Юнайтед»       | Джей-ліга                        | 26        | 0         | 0                | 0                | 10         | 0          | -                    | -                    | 36    | 0     |
| 2007              | «ДЖЕФ Юнайтед»       | Джей-ліга                        | 9         | 1         | -                | -                | 4          | 0          | -                    | -                    | 13    | 1     |
| 2007              | «Санфречче Хіросіма» | Джей-ліга                        | 13        | 0         | 5                | 0                | -          | -          | -                    | -                    | 18    | 0     |
| 2008              | «Санфречче Хіросіма» | Джей-ліга 2                      | 32        | 2         | 4                | 0                | -          | -          | -                    | -                    | 36    | 2     |
| 2009              | «Санфречче Хіросіма» | Джей-ліга                        | 23        | 4         | 0                | 0                | 3          | 1          | -                    | -                    | 26    | 5     |
| 2010              | «Санфречче Хіросіма» | Джей-ліга                        | 17        | 0         | 1                | 0                | 2          | 0          | 3                    | 1                    | 23    | 1     |
| 2011              | «Фаджіано Окаяма»    | Джей-ліга 2                      |           |           |                  |                  | -          | -          | -                    | -                    |       |       |
| Разом             | Болгарія             | Болгарія                         | 181       | 5         |                  |                  | -          | -          |                      |                      |       |       |
| Разом             | Японія               | Японія                           | 150       | 8         | 12               | 0                | 27         | 10         | 3                    | 1                    | 192   | 10    |
| Усього за кар'єру | Усього за кар'єру    | Усього за кар'єру                | 331       | 13        |                  |                  |            |            |                      |                      |       |       |

### Статистика матчів за збірну
| Болгарія | Болгарія | Болгарія |
| Рік      | Ігри     | Голи     |
| -------- | -------- | -------- |
| 1998     | 2        | 0        |
| 1999     | 5        | 0        |
| 2000     | 4        | 0        |
| 2001     | 2        | 0        |
| 2002     | 1        | 0        |
| 2003     | 5        | 0        |
| 2004     | 9        | 0        |
| 2005     | 3        | 0        |
| 2006     | 0        | 0        |
| 2007     | 0        | 0        |
| 2008     | 0        | 0        |
| 2009     | 6        | 0        |
| 2010     | 3        | 0        |
| Разом    | 40       | 0        |

## Титули і досягнення
- Чемпіон Болгарії (2):

«Левскі»: 2000–01, 2001–02
- Володар Кубка Болгарії (3):

«Левскі»: 2001–02, 2002–03, 2004–05
- Володар Кубка Джей-ліги (2):

«ДЖЕФ Юнайтед Ітіхара Тіба»: 2005, 2006
- Володар Суперкубка Японії (1):

«Санфречче Хіросіма»: 2008